# Гагуа, Григорий Афанасьевич
Григорий (Григол) Афанасьевич Гагуа (груз. გრიგოლ ათანასეს ძე გაგუა; 18 (31 декабря) 1915, Поти — 8 сентября 2001, Кобулети) — советский грузинский футболист и футбольный тренер, игрок и тренер клуба «Динамо» (Тбилиси). Заслуженный мастер спорта СССР (1948). Выступал на позиции защитника и левого полузащитника.

## Биография
Окончил Тбилисский государственный университет (инженер, техник-строитель). Член ВЛКСМ, значкист ГТО I и II ступени. Занимался в детской школьной команде Поти с 1929 года, с 1933 года представлял команду местного «Динамо». В 1935 году выступал за команду «Шевардени» из Тбилисского государственного университета. С 1936 по 1950 годы представлял клуб «Динамо» (Тбилиси) в чемпионате СССР. Как игрок выделялся выносливостью, цепкостью, хорошим подыгрышем и плотным закрыванием порученного ему игрока команды противника.
В 1937 году участвовал в матчах против сборной Басконии, провёл по одному матчу за тбилисское «Динамо» и сборную Грузии против басков. Также участвовал в матчах с командами Ирана, Румынии и Югославии. Выступал также за сборные Поти, Тбилиси и Западной Грузии.
В 1954 году тренировал некоторое время тбилисское «Динамо». Позже был директором стадиона «Юный Динамовец» и тренером одноимённого клуба Тбилиси.
Награждён медалью «За трудовое отличие» (24.02.1946).

## Достижения
- Чемпионат СССР по футболу:
  -  Серебряный призёр: 1939, 1940
  -  Бронзовый призёр: 1936 (осень, 1937 и 1946
- Кубок СССР по футболу:
  - Финалист: 1937, 1946